# Américo Aguiar
Américo Manuel Alves Aguiar (Leça do Balio, Matosinhos, 12 de dezembro de 1973) é um cardeal católico português, e desde 2023 bispo da Diocese de Setúbal. Exerceu as funções de Presidente da Fundação JMJ Lisboa 2023, que é a entidade jurídica da organização da jornada que se realizou em Lisboa de 1 a 6 de Agosto de 2023, quando era bispo auxiliar de Lisboa.
A 9 de Julho de 2023 o Papa Francisco anunciou que Américo Aguiar seria elevado a Cardeal em 30 de Setembro de 2023. Foi nomeado Bispo de Setúbal em 21 de Setembro de 2023, tendo tomado posse a 26 de outubro de 2023 e feito a entrada solene na Diocese a 29 de outubro de 2023. Embora abandonando as funções de Bispo Auxiliar, irá assim manter-se como sufragâneo do novo Patriarca de Lisboa, Rui Valério.

## Carreira política
Foi membro da assembleia de freguesia de Leça do Balio e membro da assembleia municipal de Matosinhos, eleito pelo Partido Socialista, em lista encabeçada por Narciso Miranda. Entre 1993 e 1995, foi eco-conselheiro da Câmara Municipal da Maia, então liderada por José Vieira de Carvalho. É membro da Plataforma dos Media Privados e presidente da Assembleia Geral da Associação de Municípios Corredor do Rio Leça (Santo Tirso, Valongo, Maia e Matosinhos).

## Carreira eclesiástica
Em 1995, entrou no Seminário Maior do Porto e foi ordenado presbítero em 2001 pelo então bispo do Porto, D. Armindo Lopes Coelho. Desempenhou as funções de pároco de S. Pedro de Azevedo (Campanhã) entre 2001 e 2002, foi notário da Cúria Diocesana do Porto entre 2001 e 2004, chefe do gabinete de informação e comunicação da Diocese do Porto entre 2002 e 2015, Vigário Geral e chefe de gabinete dos bispos D. Armindo Lopes Coelho, D. Manuel Clemente e D. António Francisco dos Santos (2004-2015) e exerceu as funções de capelão-mor da Misericórdia do Porto (2004-2015) e de vice-reitor do Santuário Diocesano de Santa Rita, em Ermesinde (2007-2015). Entre 2007 e 2015 Foi também pároco da Sé entre 2014 e 2015 e foi nomeado cónego do Cabido da Sé do Porto em 2017, exercendo funções até 2019. Entre 2011 e 2020, presidiu à direção da Irmandade dos Clérigos e entre 2016 e 2023 foi presidente do Conselho de Gerência do Grupo Renascença Multimédia, para além de desempenhar as funções de capelão nacional da Liga dos Bombeiros Portugueses. Entre 2016 e 2019, foi diretor do Secretariado Nacional das Comunicações Sociais, organismo da Conferência Episcopal Portuguesa. Preside também à fundação JMJ Lisboa 2023, responsável pela organização da Jornada Mundial da Juventude na cidade de Lisboa em 2023. Foi também diretor do jornal diocesano A Voz da Verdade. Entre 2019 e 2023, foi coordenador da Comissão Diocesana para a Proteção de Menores e Pessoas Vulneráveis do Patriarcado de Lisboa, tendo sido substituído por José Souto de Moura, na sequência da decisão, tomada pela Conferência Episcopal Portuguesa, de que o cargo deveria ser ocupado por leigos. É também provedor do doente do Centro Hospitalar Universitário de São João, no Porto.
Foi nomeado bispo auxiliar de Lisboa, sendo-lhe atribuído o título de bispo de Dagno. A ordenação episcopal teve lugar na Igreja da Trindade, no Porto, no dia 31 de março de 2019.
Em 31 de Dezembro de 2022 ofereceu o seu anel episcopal à comunidade da Capela do Rato.
A 9 de Julho de 2023, o Papa Francisco assinalou que o elevaria ao cardinalato, no Consistório de 30 de setembro de 2023. Recebeu o barrete vermelho e o titulus de Santo Antônio de Pádua na Via Merulana.
Em 21 de Setembro de 2023, foi nomeado bispo de Setúbal, tendo tomado posse em 26 de outubro e feito a entrada solene a 29 de outubro de 2023.
Em 4 de outubro de 2023, foi nomeado membro do Dicastério para a Comunicação.

### Distinções
Em 2010, por ocasião da visita do Papa Bento XVI a Portugal, foi agraciado com o grau de Comendador da Ordem de São Gregório Magno, da Santa Sé.
Foi agraciado com as medalhas municipais de Porto, Matosinhos e Maia e com a medalha de ouro do Ministério da Saúde.
Do Futebol Clube do Porto recebeu o Dragão de Ouro.
A 7 de agosto de 2023, foi agraciado com o grau de Grã-Cruz da Ordem do Infante D. Henrique.

### Polémicas
Em outubro de 2021, defendeu que uma eventual investigação acerca da pedofilia e dos abusos de menores na Igreja Católica não poderia ser circunscrita à Igreja Católica, alegando que o «flagelo da pedofilia» não poderia ser combatido com uma «omissão em relação a todos os outros agentes envolvidos». Em dezembro de 2021, reafirmou que, da sua experiência como coordenador da Comissão Diocesana para a Proteção de Menores e Pessoas Vulneráveis do Patriarcado de Lisboa, constatava que «o fenómeno da pedofilia é grave, profundo e transversal à nossa realidade como sociedade», defendendo, em fevereiro de 2022, que qualquer abordagem para combater o fenómeno deveria ser transversal a toda a sociedade.
Em Janeiro de 2023 viu-se confrontado com a polémica sobre o custo do palco-altar no Parque Tejo, para a Jornada Mundial da Juventude, que resultou na redução do valor de 4,24 milhões de euros (acrescido de IVA) para 2,9 milhões de euros.
Em Julho de 2023 causou polémica em alguns sectores da Igreja Católica, à escala mundial, ao referir que na Jornada Mundial da Juventude “não se quer converter os jovens a Cristo ou à Igreja”, declarações que, segundo os críticos, são contrárias à Doutrina da Igreja Católica.